# Rublo ruso
El rublo ruso, ₽ (en ruso: рубль, tr.: rubl) es la moneda oficial de la Federación de Rusia y medio de pago de las repúblicas parcialmente reconocidas y los territorios ocupados de Abjasia, Osetia del Sur, Transnistria, Artsaj, República Popular de Donetsk y República Popular de Lugansk. Rublo también fue el nombre de la moneda oficial de la Unión Soviética, el Imperio ruso y otros estados. Un rublo se divide en cien kopeks.

## Historia

Escudo del Banco Central de la Federación Rusa.

La aparición del rublo ruso tiene sus raíces en la puesta en circulación de nuevos billetes de rublo soviético del Gosbank de la Unión Soviética en 1991, que seguirían emitiéndose por el Banco de Rusia en 1992. Ese mismo año el Banco de Rusia emitió sus primeros billetes con un valor facial de 5000 y 10 000 rublos. En 1993 se realizó una reforma, con la emisión de nuevos billetes, que pondría fin a la circulación conjunta con el rublo soviético. Todas las monedas soviéticas, emitidas entre 1961 y 1991, así como las monedas de 1, 2 y 3 kopeks, emitidas hasta el año 1961, formalmente permanecían como medio legal de pago hasta el 31 de diciembre de 1998, y entre 1999 y 2001 podían cambiarse por los rublos rusos en relación 1000:1.
En 1998 fue efectuada una importante redenominación, con un coeficiente de 1000:1. Hasta esta redenominación, según ISO 4217, el código del rublo era RUR. Actualmente el código del rublo es RUB.
En marzo de 2014 comenzó el proceso de introducción del rublo ruso en dos nuevos sujetos federales, República de Crimea y la ciudad federal de Sebastopol tras la anexión de estos a la Federación de Rusia.

## Monedas y billetes actuales

### Monedas
Actualmente en las monedas de rublos se representa el emblema del Banco de Rusia, un águila bicéfala. En las monedas de kopeks está representado San Jorge matando con una lanza al dragón, igual que en el principio de la historia de estas monedas.
Las monedas de 1 y 5 kopeks son raramente usadas y se plantea dejar de acuñarlas. El 20 de septiembre de 2010 el comité sobre el mercado financiero de la Duma Estatal apoyó la propuesta del Banco de Rusia de dejar de acuñar la moneda de 1 kopek, y solicitó más información sobre la moneda de 5 kopeks. El coste de producir una moneda de 1 kopek rondaba unos 47 kopeks, y 69 kopeks en el caso de la moneda de 5 kopeks. Las únicas monedas rentables son las de 5 y 10 rublos. A finales de 2012 el Banco de Rusia dejó de acuñar las monedas de 1 y 5 kopeks por falta de demanda de los bancos y tiendas. Sin embargo la decisión definitiva al respecto es competencia de los legisladores.
| Monedas del Banco Central de la Federación Rusa; serie del 1997 | Monedas del Banco Central de la Federación Rusa; serie del 1997 | Monedas del Banco Central de la Federación Rusa; serie del 1997 | Monedas del Banco Central de la Federación Rusa; serie del 1997 | Monedas del Banco Central de la Federación Rusa; serie del 1997 | Monedas del Banco Central de la Federación Rusa; serie del 1997 | Monedas del Banco Central de la Federación Rusa; serie del 1997 | Monedas del Banco Central de la Federación Rusa; serie del 1997             | Monedas del Banco Central de la Federación Rusa; serie del 1997                                            | Monedas del Banco Central de la Federación Rusa; serie del 1997                                                                                             | Monedas del Banco Central de la Federación Rusa; serie del 1997 | Monedas del Banco Central de la Federación Rusa; serie del 1997 |
| Imagen                                                          | Imagen                                                          | Valor                                                           | Parámetros                                                      | Parámetros                                                      | Parámetros                                                      | Descripción                                                     | Descripción                                                                 | Descripción                                                                                                | Descripción | Fecha de emisión                                                |                                                                 |
| Reverso                                                         | Anverso                                                         | Valor                                                           | Diámetro                                                        | Grosor                                                          | Masa                                                            | Material                                                        | Canto                                                                       | Reverso | Anverso | Fecha de emisión                                                |                                                                 |
| --------------------------------------------------------------- | --------------------------------------------------------------- | --------------------------------------------------------------- | --------------------------------------------------------------- | --------------------------------------------------------------- | --------------------------------------------------------------- | --------------------------------------------------------------- | --------------------------------------------------------------------------- | --- | --- | --------------------------------------------------------------- | --------------------------------------------------------------- |
|                                                                 |                                                                 | 1 kopek                                                         | 15,5 mm                                                         | 1,25 mm                                                         | 1,50 g                                                          | Bimetal (Acero, recubierto con Cupro-Níquel)                    | Liso                                                                        | Valor («1 КОПЕЙКА»; «5 КОПЕЕК»), ornamento vegetal                                                         | San Jorge, inscripción «БАНК РОССИИ» (Banco de Rusia), año de acuñación                                                                                     | 1997                                                            |                                                                 |
|                                                                 |                                                                 | 5 kopeks                                                        | 18,5 mm                                                         | 1,45 mm                                                         | 2,60 g                                                          | Bimetal (Acero, recubierto con Cupro-Níquel)                    | Liso                                                                        | Valor («1 КОПЕЙКА»; «5 КОПЕЕК»), ornamento vegetal                                                         | San Jorge, inscripción «БАНК РОССИИ» (Banco de Rusia), año de acuñación                                                                                     | 1997                                                            |                                                                 |
|                                                                 |                                                                 | 10 kopeks                                                       | 17,5 mm                                                         | 1,25 mm                                                         | 1,95 g                                                          | Latón                                                           | Estriado                                                                    | Valor («10 КОПЕЕК»; «50 КОПЕЕК»), ornamento vegetal                                                        | San Jorge, inscripción «БАНК РОССИИ» (Banco de Rusia), año de acuñación                                                                                     | 1997                                                            |                                                                 |
| 1,85 g                                                          | Acero revestido en tombac                                       | 10 kopeks                                                       | 17,5 mm                                                         | 1,25 mm                                                         | Liso                                                            | 2006                                                            |                                                                             | Valor («10 КОПЕЕК»; «50 КОПЕЕК»), ornamento vegetal                                                        | San Jorge, inscripción «БАНК РОССИИ» (Banco de Rusia), año de acuñación                                                                                     |                                                                 |                                                                 |
|                                                                 |                                                                 | 50 kopeks                                                       | 19,5 mm                                                         | 1,50 mm                                                         | 2,90 g                                                          | Latón                                                           | Estriado                                                                    | Valor («10 КОПЕЕК»; «50 КОПЕЕК»), ornamento vegetal                                                        | San Jorge, inscripción «БАНК РОССИИ» (Banco de Rusia), año de acuñación                                                                                     | 1997                                                            |                                                                 |
| 2,75 g                                                          | Acero revestido en tombac                                       | 50 kopeks                                                       | 19,5 mm                                                         | 1,50 mm                                                         | Liso                                                            | 2006                                                            |                                                                             | Valor («10 КОПЕЕК»; «50 КОПЕЕК»), ornamento vegetal                                                        | San Jorge, inscripción «БАНК РОССИИ» (Banco de Rusia), año de acuñación                                                                                     |                                                                 |                                                                 |
|                                                                 |                                                                 | 1 rublo                                                         | 20,5 mm                                                         | 1,50 mm                                                         | 3,25 g                                                          | Cupro-Níquel-Zinc                                               | Estriado                                                                    | Valor («1 РУБЛЬ»; «2 РУБЛЯ»; «5 РУБЛЕЙ»), ornamento vegetal                                                | Águila bicéfala (escudo del Banco de Rusia), inscripción «БАНК РОССИИ» (Banco de Rusia), valor («ОДИН РУБЛЬ», «ДВА РУБЛЯ», «ПЯТЬ РУБЛЕЙ»), año de acuñación | 1997                                                            |                                                                 |
|                                                                 |                                                                 | 2 rublos                                                        | 23,0 mm                                                         | 1,80 mm                                                         | 5,10 g                                                          | Cupro-Níquel-Zinc                                               | Estriado discontinuo                                                        | Valor («1 РУБЛЬ»; «2 РУБЛЯ»; «5 РУБЛЕЙ»), ornamento vegetal                                                | Águila bicéfala (escudo del Banco de Rusia), inscripción «БАНК РОССИИ» (Banco de Rusia), valor («ОДИН РУБЛЬ», «ДВА РУБЛЯ», «ПЯТЬ РУБЛЕЙ»), año de acuñación | 1997                                                            |                                                                 |
|                                                                 |                                                                 | 5 rublos                                                        | 25,0 mm                                                         | 1,80 mm                                                         | 6,45 g                                                          | Bimetal (Cobre, recubierto con Cupro-Níquel)                    | Estriado discontinuo                                                        | Valor («1 РУБЛЬ»; «2 РУБЛЯ»; «5 РУБЛЕЙ»), ornamento vegetal                                                | Águila bicéfala (escudo del Banco de Rusia), inscripción «БАНК РОССИИ» (Banco de Rusia), valor («ОДИН РУБЛЬ», «ДВА РУБЛЯ», «ПЯТЬ РУБЛЕЙ»), año de acuñación | 1997                                                            |                                                                 |
|                                                                 |                                                                 | 10 rublos                                                       | 22,0 mm                                                         | 2,20 mm                                                         | 5,63 g                                                          | Acero galvanizado de latón                                      | Estriado discontinuo                                                        | Valor («10 РУБЛЕЙ»), ornamento vegetal                                                                     | Águila bicéfala (escudo del Banco de Rusia), inscripción «БАНК РОССИИ» (Banco de Rusia), valor («ДЕСЯТЬ РУБЛЕЙ»), año de acuñación                          | 1 de octubre de 2009                                            |                                                                 |
| Monedas conmemorativas de 10 rublos                             |                                                                 |                                                                 |                                                                 |                                                                 |                                                                 |                                                                 |                                                                             | | |                                                                 |                                                                 |
|                                                                 |                                                                 | 10 rublos                                                       | 27,0 mm                                                         | 2,10 mm                                                         | 8,40 g                                                          | Bimetal (zona interior: latón; zona exterior: cupro-níquel)     | Estriado con dos inscripciones «ДЕСЯТЬ РУБЛЕЙ», separadas por dos estrellas | Las monedas se emiten como parte de los programas conmemorativos del Banco de Rusia con diferentes diseños | Valor («10 РУБЛЕЙ»), ornamento vegetal, inscripción «БАНК РОССИИ» (Banco de Rusia), año de acuñación                                                        | 2000                                                            |                                                                 |
| 1.                                                              |                                                                 |                                                                 |                                                                 |                                                                 |                                                                 |                                                                 |                                                                             | | |                                                                 |                                                                 |

### Billetes
Cada denominación está dedicada a una ciudad rusa, por lo que los motivos que se representan pertenecen a dicha ciudad.
| Serie del 1997 | Serie del 1997 | Serie del 1997 | Serie del 1997 | Serie del 1997                  | Serie del 1997                                                                                                  | Serie del 1997                               | Serie del 1997                                             | Serie del 1997 | Serie del 1997                      |
| Imagen         | Imagen         | Valor          | Dimensiones    | Color principal                 | Descripción | Descripción                                  | Descripción                                                | Fecha de       | Fecha de                            |
| Anverso        | Reverso        | Valor          | Dimensiones    | Color principal                 | Anverso | Reverso                                      | Filigrana                                                  | impresión      | emisión                             |
| -------------- | -------------- | -------------- | -------------- | ------------------------------- | --- | -------------------------------------------- | ---------------------------------------------------------- | -------------- | ----------------------------------- |
|                |                | 5 rublos1      | 137 × 61 mm    | Verde                           | El monumento Milenario de Rusia sobre el fondo de Catedral de Santa Sofía en Veliki Nóvgorod                    | El muro del Kremlin de Nóvgorod              | "5", Catedral de Santa Sofía de Veliki Nóvgorod            | 1997           | 1 de enero de 1998                  |
|                |                | 10 rublos2     | 150 × 65 mm    | Verde oscuro y marrón oscuro    | Puente sobre el río Yeniséi en Krasnoyarsk y una capilla                                                        | Planta Hidroeléctrica de Krasnoyarsk         | "10", Capilla                                              | 1997           | 1 de enero de 1998 20013, 200442017 |
|                |                | 50 rublos      | 150 × 65 mm    | Azul y violeta, respectivamente | Detalle de la columna rostral en el río Neva, de fondo la Fortaleza de San Pedro y San Pablo en San Petersburgo | El edificio de la Bolsa y la Columna Rostral | "50", Catedral de San Pedro y San Pablo de San Petersburgo | 1997           | 1 de enero de 1998 20013, 200442017 |
|                |                | 100 rublos     | 150 × 65 mm    | Marrón-verde-borgoña            | Escultura de una cuadriga en la fachada del Teatro Bolshói en Moscú                                             | Edificio del Teatro Bolshói                  | "100", El Teatro Bolshói                                   | 1997           | 1 de enero de 1998 20013, 200442017 |
|                |                | 500 rublos     | 150 × 65 mm    | Violeta y azul, respectivamente | Monumento a Pedro el Grande y el ARA Libertad, de fondo la Terminal marítima de Arcángel                        | Monasterio Solovetski                        | "500", Pedro el Grande                                     | 1997           | 1 de enero de 1998 20013, 200442017 |
|                |                | 1000 rublos    | 150 × 65 mm    | Turquesa                        | Monumento al príncipe Yaroslav I el Sabio, de fondo capilla en el Kremlin de Yaroslavl                          | Iglesia del Precursor en Yaroslavl           | "1000", Monumento de Yaroslav I el Sabio                   | 1997           | 2000, 20044                         |
|                |                | 5000 rublos    | 150 × 65 mm    | Naranja                         | Monumento de Nikolái Muraviov-Amurski en Jabárovsk                                                              | Puente de Jabárovsk sobre el río Amur        | "5000", Cabeza del monumento de Nikolái Muraviov-Amurski   | 1997           | Junio de 2006                       |

1. El billete de 5 rublos se encuentra cada vez menos en la circulación al ser reemplazado por la moneda de 5 rublos. Ya no se imprime, pero sigue siendo moneda de curso legal.
2. En 2006 se anunció que el billete de 10 rublos sería gradualmente reemplazado por la moneda de 10 rublos.
3. Los billetes de la revisión del 2001 llevan escrito, a la izquierda de la filigrana, en letra pequeña "модификация 2001г." que significa "modificación del año 2001"
4. Los billetes del 2004 también llevan una impresión similar. Además se añadieron nuevas medidas de seguridad.

| Serie del 2017 | Serie del 2017 | Serie del 2017 | Serie del 2017 | Serie del 2017  | Serie del 2017 | Serie del 2017 | Serie del 2017                        | Serie del 2017 | Serie del 2017        |
| Imagen         | Imagen         | Valor          | Dimensiones    | Color principal | Descripción | Descripción | Descripción                           | Fecha de       | Fecha de              |
| Anverso        | Reverso        | Valor          | Dimensiones    | Color principal | Anverso | Reverso | Filigrana                             | impresión      | emisión               |
| -------------- | -------------- | -------------- | -------------- | --------------- | --- | --- | ------------------------------------- | -------------- | --------------------- |
|                |                | 100 rublos     | 150 × 65 mm    | Amarillo        | Torre Spasskaya, Parque Zaryadye, Universidad Estatal de Moscú, Torre Ostánkino.                                                         | Monumento en Rzhev al soldado soviético | "100", Torre Spasskaya                | 2022           | 30 de junio de 2022   |
|                |                | 200 rublos     | 150 × 65 mm    | Verde           | Monumento a los Buques Hundidos | Quersoneso | "200" Monumento a los Buques Hundidos | 2017           | 12 de octubre de 2017 |
|                |                | 1000 rublos    | 157 × 69 mm    | Azul verde      | Torre Nikolskaya del Kremlin de Nizhni Nóvgorod, Feria de Nizhny Novgorod, Strelka, Estadio de Nizhni Nóvgorod                           | Museo de Historia del Pueblo Tártaro en Kazán, Torre Siuyumbiké en el Kremlin de Kazán, Museo de Arqueología y Etnografía en Ufa                             | "1000" Kremlin de Nizhny Novgorod     | 2023           | 16 de octubre de 2023 |
|                |                | 2000 rublos    | 157 × 69 mm    | Cian            | Puente de la isla Russki en Vladivostok                                                                                                  | Cosmódromo Vostochni en Lejano Oriente ruso | "2000" Vladivostok                    | 2017           | 12 de octubre de 2017 |
|                |                | 5000 rublos    | 157 × 69 mm    | Fucsia          | Iset Tower en Ekaterimburgo, Vysotsky, Circo de Ekaterimburgo, Casa de Comunicaciones, Palacio de Juegos Deportivos, Casa de Sevastyanov | Monumento "La historia de los Urales" en Chelyabinsk, planta metalúrgica, estela "66 paralelo" en Salekhard, instalaciones de la industria de petróleo y gas | "5000" Casa de las comunicaciones     | 2023           | 16 de octubre de 2023 |

Para el resto de la serie 2017–2025, se planean los siguientes diseños:
- 10 ₽  (2025): Novosibirsk en el anverso, Distrito Federal de Siberia en el reverso
- 50 ₽ (2025): San Petersburgo en el anverso, Distrito Federal Noroeste en el reverso
- 500 ₽ (2024): Pyatigorsk en el anverso, Distrito federal del Cáucaso Norte en el reverso